# Strangers (canción de Bring Me the Horizon)
Strangers (estilizado como "sTraNgeRs") es una canción de la banda de rock británica Bring Me the Horizon. Fue producida por BloodPop, Evil Twin y Zakk Cervini, fue lanzada como el segundo sencillo de su séptimo álbum Post Human: Nex Gen, el 6 de julio de 2022.

## Lanzamiento y promoción
El 27 de mayo de 2022, la banda presentó una versión editada de "Strangers" por primera vez durante una sesión de DJ en su Malta Weekender Festival. Originalmente, la banda tenía la intención de lanzar el sencillo antes del festival, pero no pudieron debido a que no pudieron grabar un video musical a tiempo. El 22 de junio, anunciaron formalmente la fecha de lanzamiento oficial de "Strangers" para el 6 de julio de 2022. El día del lanzamiento de la canción, "Strangers" se estrenó en BBC Radio 1 durante el segmento "Future Sounds" de Clara Amfo como "Hottest Record". "antes de que se lanzara el video musical una hora después.

## Composición y letras
Los críticos han descrito "Strangers" como pop punk, rock alternativo, pop rock y una canción emo. El compás del sencillo está en 3/4. La canción fue escrita por el vocalista principal de la banda, Oliver Sykes, el teclista Jordan Fish, el guitarrista Lee Malia, Caroline Ailin y BloodPop, mientras que fue producida por Zakk Cervini, BloodPop y Evil Twin. La canción toca los diferentes tipos de trauma en su contenido lírico y cómo Sykes quería usar eso para unir a las personas con problemas de salud mental.

## Video musical
El video musical oficial de "Strangers" se estrenó en YouTube una hora después del lanzamiento del sencillo el 6 de julio de 2022. El video fue dirigido por Thomas James, lo que marca la primera vez que Sykes no ha tenido deberes como director de videos musicales desde "Mother Tongue".
La banda pidió a los fanáticos que compartieran de forma anónima sus propias luchas e historias personales que la banda usó para inspirar la narrativa perturbadora y las imágenes que transpiran en el video musical. El video musical de "Strangers" presenta imágenes perturbadoras de personas que son atacadas por virus extraterrestres en almacenes desolados, sufriendo de dolor mientras sus rostros se transforman horriblemente en figuras contorsionadas. La banda interpreta la canción simultáneamente mientras el video alterna entre las distintas escenas. La revista Revolver comparó el video con una película de Saw cruzada con Alien. También se destacó que el video se inspiró en los videos clásicos de rock oscuro de la década de 1990.

## Posicionamiento en lista
| Lista (2022)                                     | Mejor posición |
| ------------------------------------------------ | -------------- |
| Alemania (Rock Airplay) (Official German Charts) | 32             |
| Australia Digital Tracks (ARIA)                  | 32             |
| Estados Unidos (Hot Rock & Alternative Songs)    | 28             |
| Estados Unidos (Rock & Alternative Airplay)      | 29             |
| Nueva Zelanda (Hot Songs) (RMNZ)                 | 36             |
| Reino Unido (UK Singles Chart)                   | 60             |
| Reino Unido (UK Rock & Metal)                    | 6              |